# Petchia montana
Petchia montana är en oleanderväxtart som först beskrevs av Marcel Pichon, och fick sitt nu gällande namn av A.J.M. Leeuwenberg. Petchia montana ingår i släktet Petchia och familjen oleanderväxter. Inga underarter finns listade i Catalogue of Life.